# 中國全通
中國全通（控股）有限公司，簡稱中國全通（控股），以及中國全通（英語：China All Access (Holdings) Limited，港交所除牌前：633），在2000年由陳元明（主席）創立，名為「河北天宇通信有限公司」。總裁為蕭國強。
現時在國內經營衛星通信解決方案、無線數據通信應用解決方案及呼叫中心應用解決方案。應用解決方案，總部位於香港九龍尖沙咀科學館道1號康宏廣場南座8樓805室。
招股價為1.78港元，發行股份為250,000,000股，集資額為445,000,000港元。
2012年11月16日，中國全通全資附屬廣東全通將收購深圳市長飛投資51%股權，代價8.16億元人民幣。目標公司主要產品為移動終端及顯示屏。部分代價以股份支付。
交易完成後，中興通訊將持有全通8.43％股權，若悉數轉換可換股債券，持股量會上升至14.33％。
2021年4月1日起，中國全通開始暫停買賣。根據《上市規則》第6.01A(1)條，若中國全通未能於2022年9月30日或之前復牌，聯交所可將其除牌。2022年9月30日，中國全通未能履行聯交所訂下的復牌指引，於是上市委員會於2022年10月21日根據《上市規則》第6.01A(1)條取消中國全通在聯交所的上市地位。
2022年10月31日，中國全通向上市覆核委員會申請覆核，不過2023年1月3日，公司又自行撤回覆核申請。所以，聯交所於2023年1月16日上午9時起將公司除牌。

## 連結
- ChinaAllAccess.com（页面存档备份，存于）